# Mario Garín
Mario Garín Fernández (Santander, Cantabria, 26 de abril de 1992) es un jugador de hockey sobre hierba español. Juega en la posición de portero y actualmente milita en el Club de Campo Villa de Madrid de División de Honor.

## Trayectoria
Formó parte de la RS Tenis de Santander desde sus inicios en categorías inferiores hasta el año 2014,  cuando abandonó la disciplina verdiblanca para fichar por el SPV-Complutense. En la siguiente temporada, el club madrileño finalizó en sexta posición en la División de honor de Hockey con un meritorio papel de Mario Fernández. En el SPV-Complutense fue donde logró sus primeras distinciones a nivel individual, al ser nombrado mejor portero de la Copa del Rey de Hockey Hierba 2015, donde su equipo logró la Medalla de bronce.
En verano de 2015 fue traspasado al Real Club de Polo de Barcelona, donde desde el primer momento se asentó en la titularidad, logrando sus primeros trofeos a nivel nacional. Ese año el club barcelonés se alzó con la Copa del Rey de Hockey Hierba venciendo en la final al Club Egara por cero goles a uno. Mario Fernández fue proclamado mejor portero de la Copa del Rey de Hockey Hierba 2016, siendo imbatido en toda la competición. En el campeonato regular de liga, el Real Club de Polo finalizó en segunda posición, no pudiendo alzarse con el título de liga al perder en la final de los playoffs ante el Club Egara en los shoot-outs por 5-4 tras finalizar el partido con empate a 2 goles. Mario Fernández fue nombrado mejor portero de la Final Four del campeonato.
En la temporada 2015-2016 debutó en la Euroliga de hockey hierba masculino donde logró alcanzar los cuartos de final de dicha competición, siendo eliminado por el Amsterdam H&BC por dos goles a uno.

## Clubes
| Club                          | País   | Año             |
| ----------------------------- | ------ | --------------- |
| RS Tenis                      | España | 2002-2014       |
| SPV Complutense               | España | 2014-2015       |
| RC Polo                       | España | 2015-2019       |
| Club de Campo Villa de Madrid | España | 2019-Actualidad |

## Selección nacional
La primera convocatoria con la selección nacional fue con el combinado Sub-16. Desde entonces, ha formado parte de todas las categorías hasta ser convocado con la selección absoluta en 2013. Después de haber disputado varios amistosos con la selección, su debut en encuentro oficial fue en la Liga Mundial de Hockey disputada en Róterdam frente a la campeona del Mundo, Australia.
También disputó el Campeonato Europeo de Hockey sobre Hierba Masculino de 2013 que tuvo lugar en Boom (Bélgica), y el Campeonato Mundial de Hockey sobre Hierba Masculino de 2014 disputado en La Haya (Países Bajos).
Mario participó además de la clasificación del combinado nacional para los Juegos Olímpicos de Río de Janeiro 2016 lograda en las semifinales de la Liga Mundial de Hockey disputada en Buenos Aires (Argentina) en 2015. Acudió como reserva a los Juegos Olímpicos de Río de Janeiro 2016 donde logró obtener el diploma olímpico al finalizar la competición en quinta posición.
Repitió condición de reserva y diploma en los Juegos Olímpicos de Tokio 2020, al lograr el combinado español el octavo puesto.
Anunció su retirada de la selección en mayo de 2023.

## Palmarés

### Campeonatos nacionales
| Título                        | Club                           | País   | Año  |
| ----------------------------- | ------------------------------ | ------ | ---- |
| Copa del Rey de Hockey Hierba | Real Club de Polo de Barcelona | España | 2016 |
| Copa del Rey de Hockey Hierba | Real Club de Polo de Barcelona | España | 2017 |
| Campeonato Nacional de Liga   | Real Club de Polo de Barcelona | España | 2018 |
| Copa del Rey de Hockey Hierba | Real Club de Polo de Barcelona | España | 2019 |
| Campeonato Nacional de Liga   | Club de Campo Villa de Madrid  | España | 2021 |

### Campeonatos internacionales
| Título                   | Selección | Sede    | Año  |
| ------------------------ | --------- | ------- | ---- |
| Europeo Sub-16           | España    | La Haya | 2008 |
| Eurohockey Championships | España    | Amberes | 2019 |

### Distinciones individuales
| Distinción                                                       | Año  |
| ---------------------------------------------------------------- | ---- |
| Mejor portero de la Copa del Rey de Hockey Hierba                | 2015 |
| Mejor portero de la Copa del Rey de Hockey Hierba                | 2016 |
| Mejor portero de la Final Four de la División de honor de Hockey | 2016 |
| Mejor portero de la Copa del Rey de Hockey Hierba                | 2017 |
| Mejor portero de la Final Four de la División de honor de Hockey | 2018 |
| Mejor portero de la Copa del Rey de Hockey Hierba                | 2019 |
| Mejor portero de la Final Four de la División de honor de Hockey | 2021 |